# 11084 Giò
11084 Giò là một tiểu hành tinh vành đai chính với chu kỳ quỹ đạo là 1292.7475248 ngày (3.54 năm).
Nó được phát hiện ngày 19 tháng 9 năm 1993.